# Kim Bong-hwan
Kim Bong-hwan   (ocupació japonesa de Corea, 4 de juliol de 1939) fou un futbolista nord-coreà de la dècada de 1960.
Fou internacional amb la selecció de futbol de Corea del Nord amb la qual participà a la copa del Món de futbol de 1966.
A nivell de club destacà com a jugador de Kikwancha Pyongyang.